# Žralok šedý
Žralok šedý (Hexanchus griseus) je druh žraloka dorůstající až 4,8–5,5 metru a dosahující hmotnosti 600 kg a více. Samice bývá větší než samec. Samice má okolo 90 mláďat, která jsou dlouhá 40–60 cm.

## Popis
Tento žralok má dlouhé protáhlé štíhlé tělo a krátký tupý rypec, velké oči bez víček a zpravidla svítivě tyrkysové oči. V horní čelisti jsou zuby do trojúhelníku a v dolní pilovité. Na rozdíl od jiných žraloků, kteří mají pět žaberních štěrbin před prsními ploutvemi, jich má šest. Pomáhají mu získat z vody více kyslíku (od předu dozadu se zmenšují). Zadní část břišních ploutví u samců je přeměněna na kopulační orgán. Ocasní ploutev je dlouhá, v zadní části je vidět výřez. Zbarvení je velmi proměnlivé, většinou šedé a kakaově hnědé. Břišní strana je světlejší.

## Rozšíření
Obývá většinou hluboké vody tropického, subtropického a mírného pásu. V moři se pohybuje maximálně do hloubky 1900 m. Ve dne se drží u dna a odolává velkému tlaku, v noci však vyplouvá na lov do 200 m. V některých oblastech zejména severských ho však lze najít v hloubce okolo 70 metrů.

## Potrava
Živí se rejnoky, olihněmi, rybami a dokonce i tuleni. Kromě toho tento žralok loví málo pohyblivé živočichy dna, např. korýše. Proto se pohybuje hlavou dolů, v úhlu asi 45–60° vůči dnu.